# Mortagne-sur-Sèvre
Mortagne-sur-Sèvre ist eine französische Gemeinde mit 6.065 Einwohnern (Stand: 1. Januar 2022) im Département Vendée in der Region Pays de la Loire. Sie gehört zum Arrondissement La Roche-sur-Yon und ist der Hauptort (chef-lieu) des Kantons Mortagne-sur-Sèvre. Die Einwohner heißen Mortagnais.

## Geografie
Die westliche Gemeindegrenze bildet der Sèvre Nantaise. Durch die Gemeinde fließt ferner der Ouin.
Umgeben wird Mortagne-sur-Sèvre von den Nachbargemeinden Saint-Christophe-du-Bois im Norden, Cholet im Osten und Nordosten, Mauléon im Südosten, Saint-Laurent-sur-Sèvre im Süden, Chanverrie im Südwesten, Saint-Aubin-des-Ormeaux im Westen sowie Sèvremoine im Nordwesten.
Durch die Gemeinde führen die Autoroute A87, die Nationalstraße 149 und die frühere Route nationale 160.
Die Gemeinde besteht aus den Ortschaften Mortagne, Évrunes und Saint-Hilaire.

## Bevölkerungsentwicklung
| Jahr      | 1962 | 1968 | 1975 | 1982 | 1990 | 1999 | 2006 | 2011 |
| Einwohner | 2594 | 4246 | 4691 | 5301 | 5724 | 5938 | 6134 | 6005 |

## Geschichte
- Aufstand der Vendée

Vom 23. bis 25. März 1794 fand hier die Erste Schlacht bei Mortagne statt.
Am 3. und 4. Oktober 1795 fand hier die Zweite Schlacht bei Mortagne statt.

## Sehenswürdigkeiten

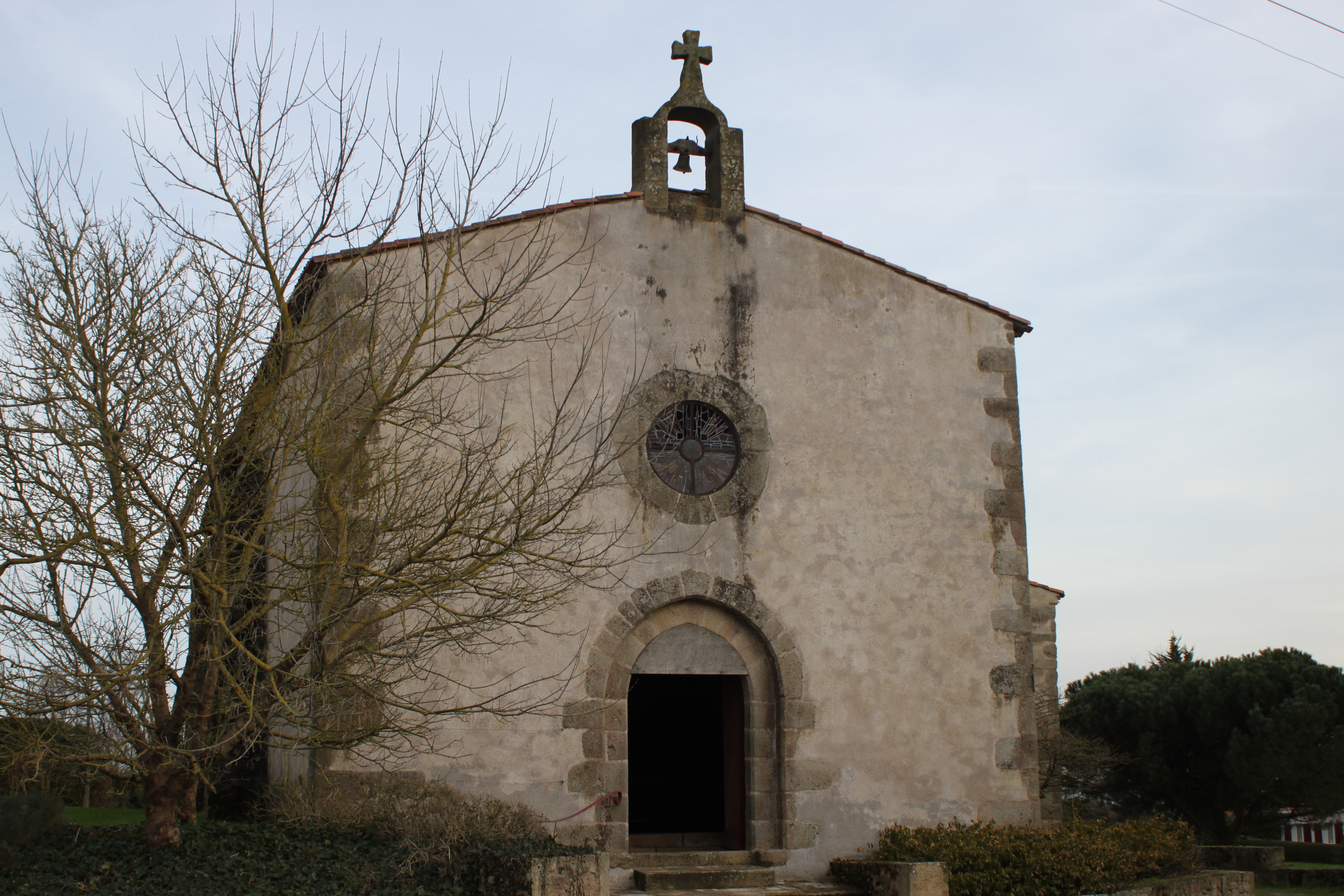
Kapelle Saint-Lazare

- Kirche Saint-Pierre aus dem 12. Jahrhundert, Monument historique
- Kapellen Saint-Lazare, Saint-Léger und du Pont

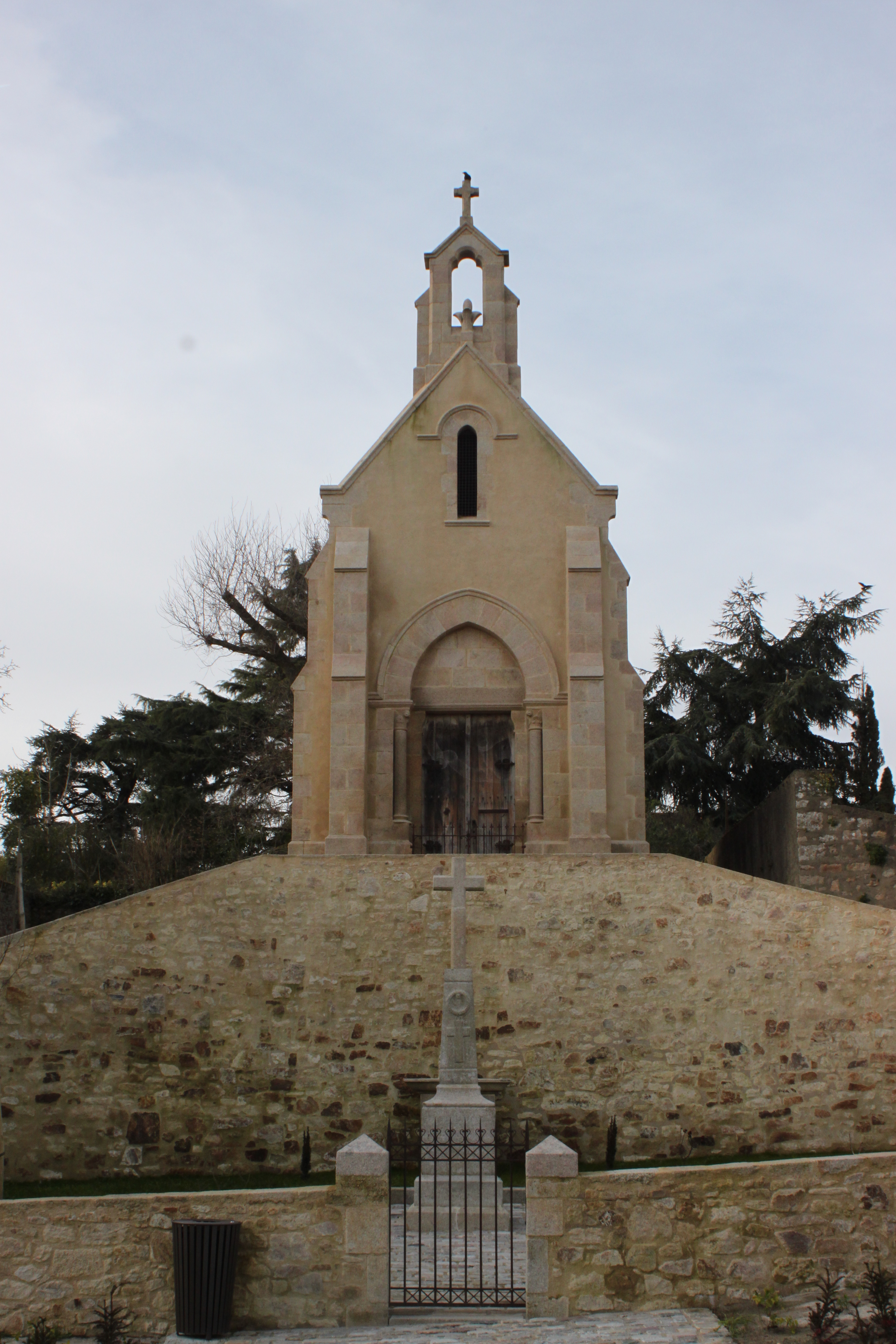
Kapelle Saint-Michel

- Wassermühle von Gazeau

## Persönlichkeiten
- Stéphane Traineau (* 1966), Judoka, Welt- und Europameister, Bronzemedaillengewinner bei den Olympischen Spielen in Atlanta (1996) und Sydney (2000), in Mortagne-sur-Sèvre aufgewachsen

## Gemeindepartnerschaften
- Aumühle, Schleswig-Holstein, Deutschland